# فرانسوا برتراند
فرانسوا برتراند (بالفرنسية: François Bertrand)‏ هو عسكري فرنسي، ولد في 29 أكتوبر 1823 في Voisey, Haute-Marne ‏ في فرنسا، وتوفي في 25 فبراير 1878 في لو هافر في فرنسا.